# Reform UK
Reform UK (dříve Brexit party) je euroskeptická politická strana Spojeného království, která byla založena 23. listopadu 2018, převážně z bývalých členů Strany nezávislosti Spojeného království a příznivců brexitu. Jejím předsedou je Richard Tice.
Strana disponuje 4 poslanci Velšského národního shromáždění. V Evropském parlamentu strana měla do června 2019 v rámci frakce Evropa svobody a přímé demokracie 14 poslanců, kteří do ní přešli z jiných stran. Následně po úspěšných volbách navýšila strana počet mandátů v Evropském parlamentu na 29.
Ve své volební kampani se strana odvolává na úspěchy Spojeného království v minulosti a na osobnost polního maršála Horatia Kitchenera, 1. hraběte Kitchenera. Přidala se k ní mj. bývalá ministryně za Konzervativní stranu Ann Widdecombe, která se objevila na předvolebním shromáždění strany v doposud levicovém okrsku blízko známých bílých útesů doverských a města Pontefractu.
V roce 2025 strana vedla ve volebních průzkumech, když se její podpora pohybovala kolem 30 % hlasů. Podle průzkumů by zároveň získala nejvíce křesel v britském parlamentu ze všech stran.

## Historie
Brexit Party vyhrála v roce 2019 volby do EP ve Spojeném království s 30,5 % hlasů. Lídrem kandidátky byl Nigel Farage. Strana těžila především z nízké účasti (37 %) a ze zklamané voličské základny Konzervativní strany. Farage byl však při této události stále skeptický k odchodu Spojeného království 31. října (2019), a tak zdůraznil, že pokud Británie 31. října neodejde, toto volební překvapení strana zopakuje i v příštích parlamentních volbách.

### Aktivity Nigela Farage
Když Donald Tusk, předseda Evropské rady, prohlásil, že přemýšlí mimochodem také o tom, jak vypadá speciální místo vyhrazené v pekle pro ty, kdo prosazovali tzv. brexit bez dohody, Nigel Farage v reakci uvedl, že svoboda bez nevolených a arogantních tyranů, jakým je předseda Evropské rady, mu zní spíše jako ráj.
Nigel Farage byl kritický k britské premiérce Therese Mayové hlavně kvůli jejímu opatrnému euroskepticismu a odkladu brexitu z 29. března na 31. říjen. Její rezignaci spíše vítal.
20. května 2019 dvaatřicetiletý Paul Crowther polil Farage mléčným nápojem s příchutí banánu a slaného karamelu. Situace vygradovala natolik, že restaurační řetězec McDonald's oznámil, že ve Skotsku nebude během kampaně Farageovy strany mléčné koktejly a zmrzliny vůbec prodávat.
Na začátku června americký prezident Donald Trump, dlouhodobý kamarád Nigela Farage, doporučil Therese Mayové, aby Británie odešla z EU bez dohody nebo aby celé jednání s Evropskou unií o podobě brexitu vedl Nigel Farage.
V červenci se Nigel Farage ohradil proti uniklým diplomatickým depeším britského velvyslance v USA Kima Darrocha, které kritizovaly Donalda Trumpa.
V srpnu na konferenci pravicových aktivistů v Austrálii Farage řekl, že Britové mají velké štěstí, že jim vládne královna Alžběta II. Osobně si přál, aby vládla ještě co možná nejdéle. Farage totiž vehementně odmítá angažovanost prince Charlese ve prospěch ochrany životního prostředí, zejména ochrany klimatu. Ještě méně by si přál vidět na trůnu prince Harryho, který prý moc pije a dělá čurbes. Narážel také na jeho eskapádu z roku 2005, kdy přišel na večírek oblečený v nacistické uniformě. Vysmíval se také rozhodnutí Harryho a Meghan mít jenom dvě děti kvůli obavám o životní prostředí.